# Lista över olje- och gasfält i Albanien
Detta är en lista över olje- och gasfält i Albanien.
| Oljefält                  | Upptäckt | Operativ sedan        | Myckenhet                                                    |
| ------------------------- | -------- | --------------------- | ------------------------------------------------------------ |
| Patos-Marinza             | 1928     | 1930                  | Största landsbaserade oljefält på den europeiska kontinenten |
| Kuçovë                    | 1928     | 2004                  | Näststörsta oljefältet i Albanien                            |
| Drizë                     | 1939     | 1940                  | Beprövade reserver är ungefär 1,420 miljoner fat             |
| Visokë                    | 1963     | 1964                  | Beprövade reserver är ungefär 170 miljoner fat               |
| Gorisht-Kocul             | 1966     | 1966                  | Beprövade reserver är ungefär 256 miljoner fat               |
| Ballsh-Hekal              | 1967     | 1967                  | Beprövade reserver är ungefär 135 miljoner fat               |
| Kallem-Verri              | 1975     | 1976                  | Beprövade reserver är ungefär 14,2 miljoner fat              |
| Arrëz                     | 1975     | 1976                  | Beprövade reserver är ungefär 32,66 miljoner fat             |
| Goran                     | 1975     | 1976                  | Beprövade reserver är ungefär 142 miljoner fat               |
| Zharrëz                   | 1977     | 1978                  | Beprövade reserver är ungefär 21,3 miljoner fat              |
| Çakran-Mollaj             | 1978     | 1978                  | Beprövade reserver är ungefär 192 miljoner fat               |
| Amonicë                   | 1980     | 1981                  | Beprövade reserver är ungefär 20 miljoner fat                |
| Olje- och gasfält         | Upptäckt | Operativ sedan        | Myckenhet                                                    |
| Durrës Block              | 2003     | 2005                  | Största havsbaserade olje- och gasfält i Albanien            |
| Molisht-Shpirag           | 2003     | 2005                  | -                                                            |
| Rörledning                | Grundad  | Påbörjad konstruktion | Myckenhet                                                    |
| Transadriatiska ledningen | 2003     | 2015                  | Längsta ledningen i Albanien                                 |